# گرابوویتس (استان اشوی‌داشکسیه)
گرابوویتس (به لهستانی: Grabowiec) یک منطقهٔ مسکونی در لهستان است که در گمینا خمیلنگک (استان اشوی‌داشکسیه) واقع شده‌است. گرابوویتس ۳۱۰ نفر جمعیت دارد.